# ۱۱۳۱ (خورشیدی)
۱۱۳۱ هزار و صد و سی و یکمین سال هجری خورشیدی است.